# Charles Kendal Bushe
Charles Kendal Bushe (1767 - 10 juillet 1843), est un avocat et juge irlandais. Connu sous le nom de «Bushe à la langue d'argent» en raison de son éloquence, il est solliciteur général de l'Irlande de 1805 à 1822 et lord juge en chef du banc du roi pour l'Irlande de 1822 à 1841. 

## Jeunesse et éducation
Bushe est né à Kilmurry House, près de Thomastown, dans le comté de Kilkenny, le seul fils du révérend Thomas Bushe et de son épouse Katherine Doyle. Kilmurry House avait été construite par la famille Bushe dans les années 1690; son père a été contraint de le vendre pour payer ses dettes, mais Charles a pu le racheter en 1814. Il fréquente la célèbre académie Quaker, la Shackleton's School de Ballitore, dans le comté de Kildare, puis est diplômé de l'Université de Dublin et est admis au barreau en 1790. 

## Carrière juridique et judiciaire
Bushe est député au Parlement d'Irlande pour Callan de 1796 à 1799 et pour Donegal Borough de 1799 à 1800. Il est farouchement opposé à l'Acte d'Union de 1800, se référant émotionnellement à la soumission britannique de l'Irlande comme "six cents ans d'oppression uniforme et d'injustice", une phrase qui devint rapidement un proverbe . Les cyniques ont noté plus tard que cela ne l'empêchait pas d'accepter de hautes fonctions de la Couronne britannique après l'Acte d'Union. Il est nommé solliciteur général de l'Irlande en 1805 et occupe ce poste pendant 17 ans. En 1822, il est nommé lord juge en chef du banc du roi pour l'Irlande (bien que ce n'est qu'après que William Saurin, le procureur général de longue date, ait refusé la place). Il prend sa retraite en 1841. 
En tant qu'avocat, "Bushe aux langues argentées" est légendaire pour son éloquence, et en tant que politicien, il est admiré par ses contemporains anglais comme Sir Robert Peel et Henry Brougham. En tant que juge, selon Elrington Ball, il n'a pas répondu aux attentes. En tant qu'homme d'État, il est souvent accusé de duplicité. Opposé à l'Acte d'Union, il a peu de scrupules à accepter un poste sous le nouveau régime; et tout en soutenant lui-même l'émancipation catholique, il poursuivit des membres de l' Association catholique pour sédition, simplement pour avoir défendu une cause avec laquelle il sympathisait personnellement. 
À Dublin, il est membre du Daly's Club . 

## Famille
En 1793, il épouse Anne (Nancy) Crampton (décédée en 1857), fille de John Crampton de Dublin, et ils ont six enfants: John, Charles, Arthur, Charlotte, Anna Maria et Henrietta . 
Sa fille Charlotte épouse John Plunket, 3e baron Plunket et est la mère de William Plunket (4e baron Plunket), archevêque de l'Église d'Irlande de Dublin, et David Plunket (1er baron Rathmore). 
Son fils John Bushe épouse Louisa Hare, fille de William Hare (1er comte de Listowel), et de sa première épouse, Mary, fille unique de Henry Wrixon . 
Son fils Charles, membre du clergé de l'Église d'Irlande qui est devenu recteur de Castlehaven, est par sa deuxième épouse Emmeline Coghill, le père d'un autre avocat éminent, Seymour Bushe. 
Sa fille Anna Maria est la deuxième épouse de Sir Josiah Coghill, 3e baronnet: sa belle-fille Emmeline épouse le frère d'Anna Maria, Charles, en tant que deuxième épouse. 